# Johann Rudolf Heinrich Richter
Johann Rudolf Heinrich Richter (* 21. März 1748 in Bayreuth; † 1810 in Berlin) war ein deutscher Architekt und Landschaftsmaler, der am Ende des 18. Jahrhunderts unter der Regierung Friedrichs II. und dessen Nachfolger als Baubeamter in Potsdam tätig war. Seine Bauten zeigen den als Zopfstil bezeichneten Spätbarock friderizianischer Prägung am Beginn des Übergangs zum Klassizismus.

## Leben
Richter war ein Sohn des seit 1730 für den Markgrafen von Bayreuth wirkenden Architekten und Hofbauinspektors Rudolf Heinrich Richter († 1770). Bei seinem Vater und später bei Per Krafft dem Älteren sowie Carl von Gontard erfuhr Richter seine Ausbildung zum Maler und Architekten. Seit 1779 war er am „Königlichen Bau-Comptoir“ in Potsdam als Kondukteur unter der Direktion Georg Christian Ungers und Heinrich Ludwig Mangers tätig.
Ab 1782 entstand in Potsdam eine beachtliche Anzahl von Bürgerhäusern nach Richters Entwürfen. 1787 wurde Johann Rudolf Heinrich Richter unter König Friedrich Wilhelm II. zum Hofbauinspektor ernannt.
Sein Bruder Johann Christian Richter (der Jüngere) war zuvor ebenfalls für einige Jahre am Bau-Comptoir beschäftigt, ging aber aufgrund des geringen Verdienstes als Landfeldmesser nach Kulmbach.

## Architektur

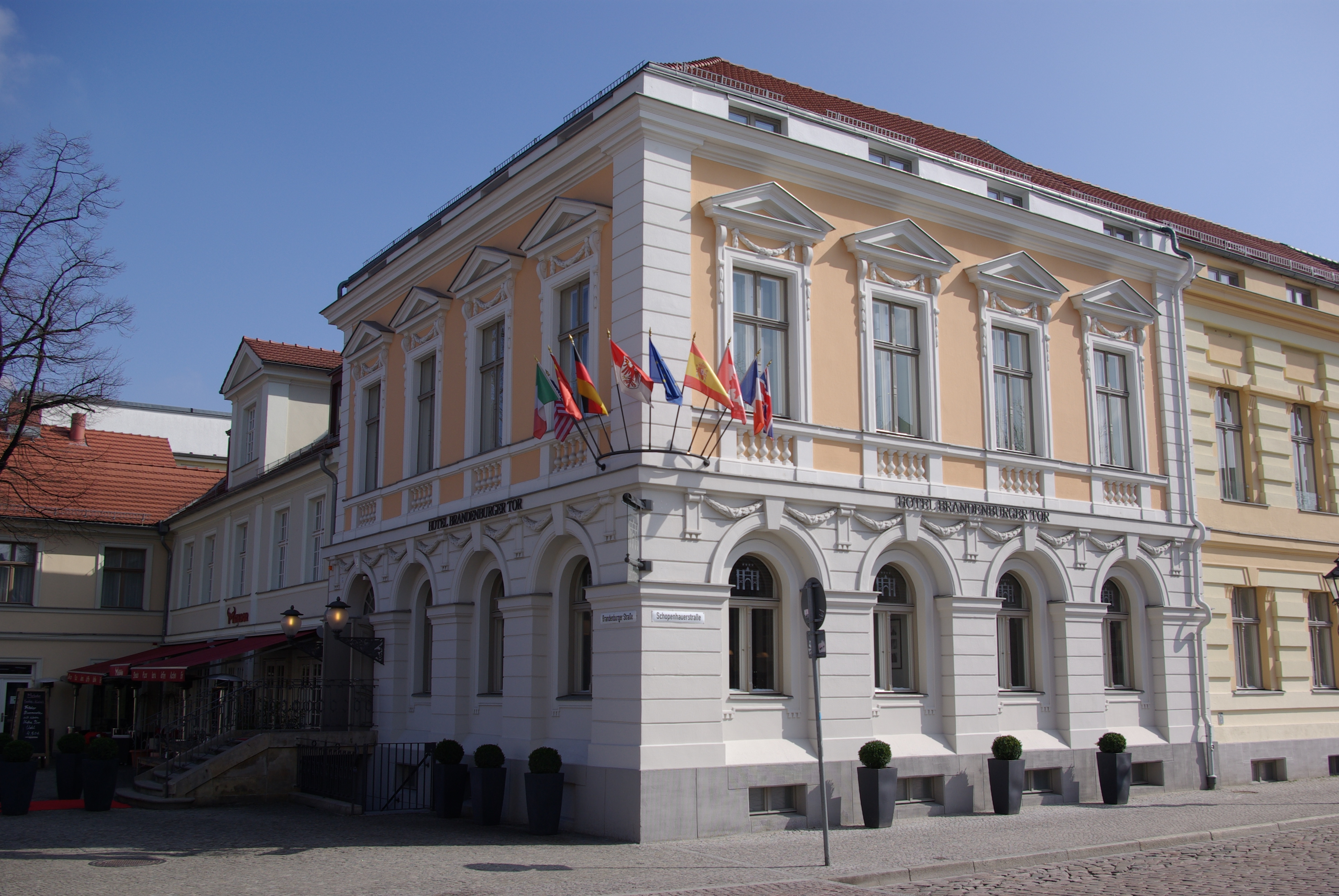
Potsdam, Bürgerhaus Brandenburger Straße 1, J. R. H. Richter 1785

Die Bauten Richters fügen sich in die spätfriderizianische Architektur des Zopfstils ein. Die Fassadengestaltungen Carl von Gontards und Georg Christian Ungers prägten die Entwürfe von Andreas Ludwig Krüger, Johann Gottlob Schulze, Johann Christian Valentin Schultze und Richter.
Mit den Arbeiten dieser Architekten bildete sich in den 1770er Jahren ein Bürgerhaustyp heraus, der durch die Gruppierung von Fassaden und deren Anordnung in den Blockfronten das königliche Repräsentationsbedürfnis befriedigte, gleichzeitig aber auch den bürgerlichen Ansprüchen an das Wohnen und einen bezahlbaren Unterhalt der Häuser entsprach. Zuvor waren in Potsdam zahlreiche Bürgerbauten nach dem Vorbild von an anderen Orten errichteten oder geplanten Palastbauten entstanden, die den Anforderungen an bürgerliche Wohnräume nicht entsprachen und die Besitzer bei der Instandhaltung finanziell überforderten.
Von der Architektur in der Spätzeit König Friedrichs II. gingen allerdings kaum künstlerische Impulse in die Zukunft aus. Unter Friedrichs Nachfolger ist zudem dessen ehrgeiziges Bauprogramm nur noch rudimentär weitergeführt worden. Johann Rudolf Heinrich Richter werden in der Literatur noch verschiedene nach 1786 entstandene Häuser zugeschrieben. Er zählte „zu den Potsdamer Architekten, die am längsten an der Zopfarchitektur festhielten, auch dann noch, als sich schon die klassizistische Gestaltungsweise durchzusetzen begann“.“

## Bauten in Potsdam
Die Zuordnung einzelner Bauten zu den in Potsdam tätigen Architekten ist vielfach umstritten. Die Angaben Mangers sind nur sehr summarisch, bilden aber neben stilistischen Vergleichen die Grundlage für die in der späteren Literatur wiedergegebenen Zuschreibungen.
- 1782/1783: Charlottenstraße 120/121[8]
- 1782: Kiezstraße 10[9]
- 1782/1783: Kiezstraße 11, 12, 13[10]
- 1783: Charlottenstraße 1, 99/100/101[11]
- 1784: Spornstraße 3, 4, 5[12]
- 1785: Brandenburger Straße 1, 72[13]
- 1785: Hermann-Elflein-Straße 1, 38[14]
- 1785: Schopenhauerstraße 14/15/16, 17/18[15]
- 1786: Brandenburger Straße 8[9]
- 1786: Hermann-Elflein-Straße 15, 16, 17, 18[14]
- 1786: Hermann-Elflein-Straße 21/22/23, 24[16]
- 1786: Kiezstraße 16, 20/21/22[9]
- 1788: Kiezstraße 24/24a (nicht erhalten)[9]

## Gemälde und Zeichnungen
Im Kupferstichkabinett Berlin werden 15 Zeichnungen Richters aufbewahrt, darunter eine Landschaft bei Potsdam. Darüber hinaus existieren zwei wohl als Entwürfe für einen Bühnenprospekt gedachte gezeichnete Blätter mit jeweils perspektivisch dargestellten Capriccios antiker Ruinen.

Capriccio mit antiken Ruinenresten
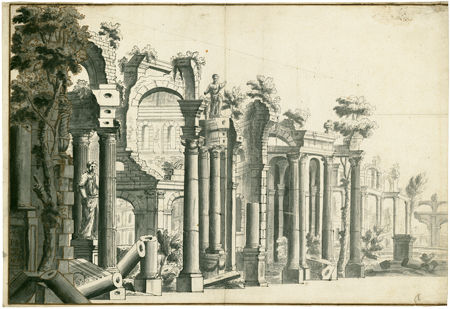
Federzeichnung 1802
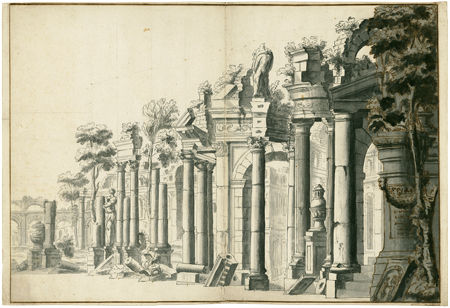
Federzeichnung 1802